# 路傍の石文学賞
路傍の石文学賞（ろぼうのいしぶんがくしょう）は、石川文化事業財団が設立した文学賞。『路傍の石』の著者である山本有三の功績を讃えて、さまざまな作品に与えられる。第23回（2001年）の受賞以来休止しているが、栃木市、非営利法人山本有三ふるさと記念会、石川文化事業財団の三者で、新しい事業展開の可能性について討論している。

## 受賞作品

### 第1回から第10回
- 第1回 （1979年） 灰谷健次郎 『太陽の子』『兎の眼』
- 第2回 （1980年） 川村たかし 『山へ行く牛』『新十津川物語』などの作品に対して
- 第3回 （1981年） 竹崎有斐 『花吹雪のごとく』等に対して
- 第4回 （1982年） 倉本聰 『北の国から』の脚本または、シナリオをすぐれた読みものにした功績
- 第5回 （1983年） 黒柳徹子 『窓ぎわのトットちゃん』、菅生浩 『子守学校の女先生』を含む三部作
- 第6回 （1984年） 角野栄子 『わたしのママはしずかさん』『ズボン船長さんの話』
- 第7回 （1985年） 西村滋 『母恋い放浪記』などの執筆活動に対して
- 第8回 （1986年） 今西祐行 『名栗川少年記　マタルペシュペ物語1』、『留辺蕊の春　マタルペシュペ物語2』
- 第9回 （1987年） いぬいとみこ 『光の消えた日』『白鳥のふたごものがたり1，2，3』などの作品
- 第10回 （1988年） 浜田けい子 『まぼろしの難波宮―山根徳太郎物語』、今江祥智 『ぼんぼん』『兄貴』『おれたちのおふくろ』『牧歌』の自分史4部作と多年の児童文学への貢献

### 第11回から第20回
- 第11回 （1989年） 舟崎克彦 『ぽっぺん先生』シリーズ
- 第12回 （1990年） 高田桂子 『ざわめきやまない』
- 第13回 （1991年） 長田弘 『深呼吸の必要』『心の中にもっている問題』
- 第14回 （1992年） 長谷川集平 『石とダイヤモンド』『鉛筆デッサン小池さん』
- 第15回 （1993年） 山下明生 『カモメの家』
- 第16回 （1994年） 那須正幹 『さぎ師たちの空』
- 第17回 （1995年） 岩瀬成子 『迷い鳥とぶ』『ステゴザウルス』
- 第18回 （1996年） 神沢利子 『神沢利子コレクション』全5巻と多年の児童文学における業績に対して
- 第19回 （1997年） 三木卓 『イヌのヒロシ』
- 第20回 （1998年） 森絵都 『アーモンド入りチョコレートのワルツ』、小宮山量平 『千曲川－そして、明日の海へ』（特別賞）

### 第21回から第23回
- 第21回 （1999年） 江國香織 『ぼくの小鳥ちゃん』、佐藤多佳子 『イグアナくんのおじゃまな毎日』
- 第22回 （2000年） 角田光代 『キッドナップ・ツアー』、五味太郎 『ときどきの少年』
- 第23回 （2001年） 上橋菜穂子 『精霊の守り人』『闇の守り人』『夢の守り人』